# Canal Briegden-Neerharen
El Canal Briegden-Neerharen (neerlandès Kanaal Briegden-Neerharen) és un canal de Bèlgica que connecta el canal Albert amb el canal belgo-neerlandès Zuid-Willemsvaart. Té una llargada de 4,862 km. El primer tram de 650 m del canal Albert fins a Lanaken és de categoria VI, els 4.212 m restants són de categoria II.
Aquest canal curt és un enllaç important entre el port de Lieja i el Zuid-Willemsvaart en formar una desviació que permet evitar la travessa de Maastricht. A Lanaken comporta uns molls que serveixen entre altres la papereria Sappi.

## Rescloses
| Rescloses | Rescloses | Rescloses | Rescloses   | Rescloses      |
| --------- | --------- | --------- | ----------- | -------------- |
| Localitat | llargada  | amplada   | profunditat | alçària llibre |
| Lanaken   | 55,00 m   | 7,50 m    | —           | —              |
| Neerharen | 55,00 m   | 7,50 m    | —           | —              |